# شهر اقتصادی دانش
شهر اقتصادی دانش (به عربی: مدینة المعرفة الاقتصادیة) یک منطقهٔ مسکونی در عربستان سعودی است.